# 中村梨沙
中村 梨沙（なかむら りさ、7月1日 - ）は、女性声優。LEOPARD STEEL準所属。

## 人物
趣味・特技として「数独」「ガンプラ」「双子鶴」を挙げている。

## 出演

### アニメ
- クレヨンしんちゃん外伝 お・お・お・のしんのすけ（2017年、女子B、女の子(1)、女の子)
- 恐竜少女ガウ子（バブりさ）
- たまぽんず
- 臨死!!江古田ちゃん（2019年、女子〈ネコ白〉）

### 生放送
- ニコニコ生放送「アイドル生放送局 金曜夜の赤坂アニメバラエティ」（毎週金曜日20時から21時）

### 舞台
- 劇団イーストンズ「電気っ娘」
- W-ripple「あらしのよるに」